# Niquirana polita
Niquirana polita är en insektsart som beskrevs av Morgan Hebard 1928. Niquirana polita ingår i släktet Niquirana och familjen syrsor. Inga underarter finns listade i Catalogue of Life.